# Station Nyborg
Station Nyborg is een station in Nyborg, Denemarken.
Het station is geopend in 1997, tegelijk met de opening van Grote Beltbrug. Het oude station van Nyborg werd toen gesloten.